# Durra

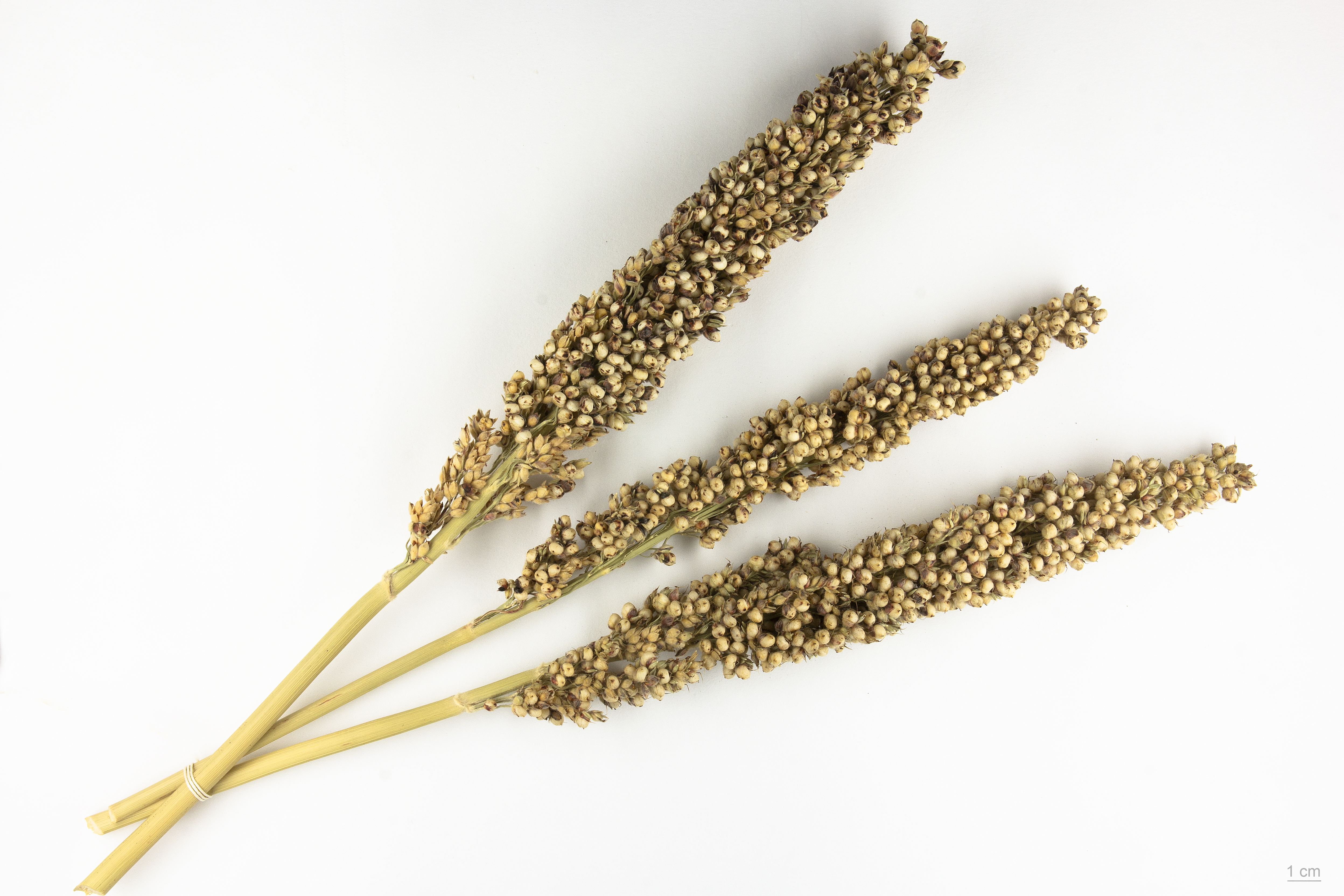
Sorghum bicolor Moderne

Durra (Sorghum bicolor) är en art i växtfamiljen gräs.
I Kina är durra sedan lång tid en av de vanligare råvarorna för framställning av spritdrycker, exempelvis Maotai.
Durra används också för framställning av mat och djurfoder. Den är mycket viktig i bland annat Asien och Afrika, och räknas som det femte viktigaste sädesslaget i världen. 
Durran introducerades i USA i början på 1800-talet av slavarna som kom från Afrika.[källa behövs] USA producerar idag mest durra i världen, 9,8 miljoner ton (2005), följt av Nigeria och Indien (åtta miljoner ton var 2005). Sammanlagt produceras det 58,6 miljoner ton durra per år i världen.

## Durra och öl
I Nigeria, Sydafrika och Lesotho används durra för framställning av öl, inkluderat den lokala versionen av Guinness. I dessa länder har durra används istället för spannmål i glutenfritt öl.
Ibland används durra istället för korn för att producera malt. 

## Världsproduktion
| Placering                                       | Land         | Produktion (ton) |
| ----------------------------------------------- | ------------ | ---------------- |
| 1                                               | USA          | 9 271 070        |
| 2                                               | Nigeria      | 6 862 343        |
| 3                                               | Sudan        | 4 953 000        |
| 4                                               | Etiopien     | 4 932 408        |
| 5                                               | Indien       | 4 800 000        |
| 6                                               | Mexiko       | 4 531 097        |
| 7                                               | Brasilien    | 2 272 939        |
| 8                                               | Kina         | 2 192 032        |
| 9                                               | Niger        | 2 100 190        |
| 10                                              | Burkina Faso | 1 929 834        |
| Källa: UN Food & Agriculture Organisation (FAO) |              |                  |

## Synonymer
- Andropogon sorghum (L.) Brot.
- Sorghum durra (Forssk.) Stapf
- Sorghum vulgare Pers.